# Ragna Grubb

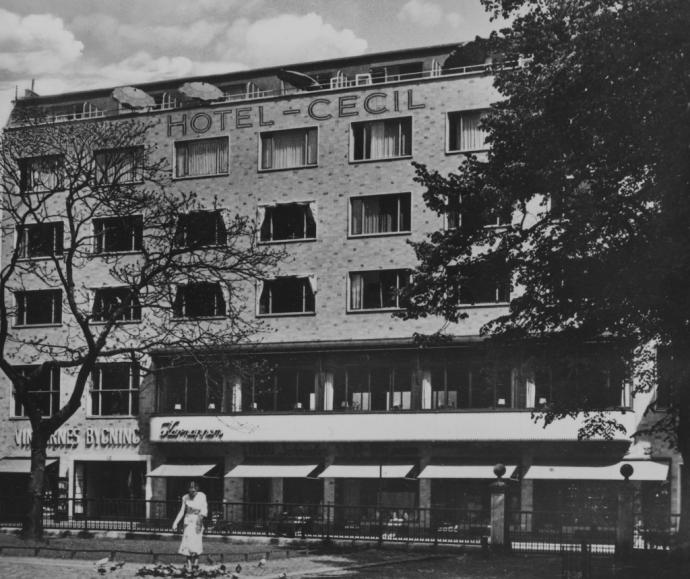
Ragna Grubb, Casa de las mujeres

Ragna Grubb (Copenhague, 20 de marzo de 1903 - Frederiksberg, 9 de junio de 1961) fue una de las primeras arquitectas danesas en fundar su propio estudio de arquitectura. Mostró gran interés por la vivienda social, terreno al que trató de llevar las propuestas del Funcionalismo. Su obra principal es el Kvindernes Bygning (“La Casa de las Mujeres”) en Copenhague, ganada por concurso en 1935.

## Primeros años
Desde niña mostró interés por la arquitectura. Sin embargo, no fue hasta 1922 -tras descubrir la arquitectura clásica en un viaje por Suiza e Italia- cuando decidió matricularse en la Escuela Técnica de Copenhague para completar su formación y así poder acceder a los estudios de arquitectura. Así, fue aceptada en la Real Academia de Bellas Artes de Dinamarca tan sólo un año después; obteniendo su título como arquitecta en 1933. Durante sus años como estudiante, realizó prácticas en los estudios de Povl Baumann, Knud Sørensen y Kaj Gottlob (con quien también haría prácticas otra pionera danesa de la arquitectura, Karen Clemmensen).

## Trayectoria
Ganar el primer premio en el concurso para la construcción del Kvindernes Bygning (“La Casa de las Mujeres”) le permitió abrir su propio estudio de arquitectura en 1935, algo casi impensable para una mujer en aquel momento. Este edificio, que se convertirá en su obra más conocida, era la sede de una institución femenina y pretendía convertirse en un lugar de encuentro para asociaciones y grupos de mujeres relacionados con causas sociales. Su programa era bastante complejo; en planta baja albergaba comercios y espacios multifuncionales volcados al patio interior. En planta primera se ubicaban las salas de reuniones y un restaurante. Las plantas segunda y tercera estaban destinadas a oficinas para las distintas asociaciones; mientras que la cuarta planta y el ático albergaban un hotel, el Hotel Cecil. El diseño de este edificio seguía las últimas tendencias en arquitectura, es de un claro estilo funcionalista con una estructura de hormigón armado, cubierta plana y los característicos huecos horizontales en fachada. Hoy en día, algunos espacios de este edificio están todavía destinados como salas de trabajo para mujeres investigadoras.
La vivienda social fue la gran pasión de Ragna Grubb a lo largo de su carrera. En 1937, junto con otras dos arquitectas: Karen Hvistendahl y Ingeborg Schmidt, ganó el concurso lanzado por la Foreningen Socialt Boligbyggeri-FSB (Asociación de Vivienda Social de Copenhague) para el diseño de unos bloques de viviendas sociales para familias numerosas con pocos recursos. El complejo, conocido como Kantorparken, constaba originalmente de 7 bloques lineales de viviendas y siguen siendo todavía viviendas de la FSB en pleno funcionamiento. En general, la vivienda social que proponía Ragna Grubb estaba pensaba para ser flexible, con una organización en planta abierta, adaptable a familias de padres trabajadores con varios niños a su cargo.
A partir de 1937, tras casarse con el también arquitecto Christian Laursen, su actividad profesional se vio reducida en favor del cuidado de sus hijos y el mantenimiento del hogar. Sus trabajos fueron principalmente viviendas unifamiliares y obras de remodelación. Junto con su marido recibió en 1951 el premio del Ayuntamiento de Copenhague por la restauración del edificio histórico en el número 38 de la calle Skindergrade para su conversión en la sede de los laboratorios H. Struers Chemiske.
Ragna Grubb fue invitada a presentar su obra en dos ediciones (1939 y 1941) del Charlottenborg Forarsudstilling (La Exposición de Primavera de Charlottenborg), uno de los principales certámenes expositivos del norte de Europa.